# Ooencyrtus notodontae
Ooencyrtus notodontae är en stekelart som först beskrevs av Mayr 1876.  Ooencyrtus notodontae ingår i släktet Ooencyrtus och familjen sköldlussteklar. Inga underarter finns listade i Catalogue of Life.